# Гай Меммій
Гай Меммій (70 — після 34 року до н.е.) — політичний діяч Римської республіки, консул-суфект 34 року до н. е.

## Життєпис
Походив з плебейського роду Меммієв. Син Гая Меммія Гемела, претора 58 року до н. е., та Фавсти Корнелії, доньки Луція Корнелія Сулли, диктатора. У 54 році до н. е. як народний трибун підтримував у суді свого дядька Марка Емілія Скавра, якого звинувачували у здирництві під час управління провінцією. Був на боці тріумвірів, завдяки чому у 34 році до н.е. Меммій став консулом-суфектом разом з Павлом Емілієм Лепідом. На цій посаді не виявляв якоїсь політичної активності. Втім влаштував декілька пишних ігор на честь богині Венери, прародительки роду Юлієв. Подальша доля Гая Меммія невідома.

## Родина
- Марк Ацилій Меммій Глабріон, сенатор 16 року до н.е.